# Spring Grove (Illinois)
Spring Grove – wieś w Stanach Zjednoczonych, w stanie Illinois, w hrabstwie McHenry.